# Karbonsavak

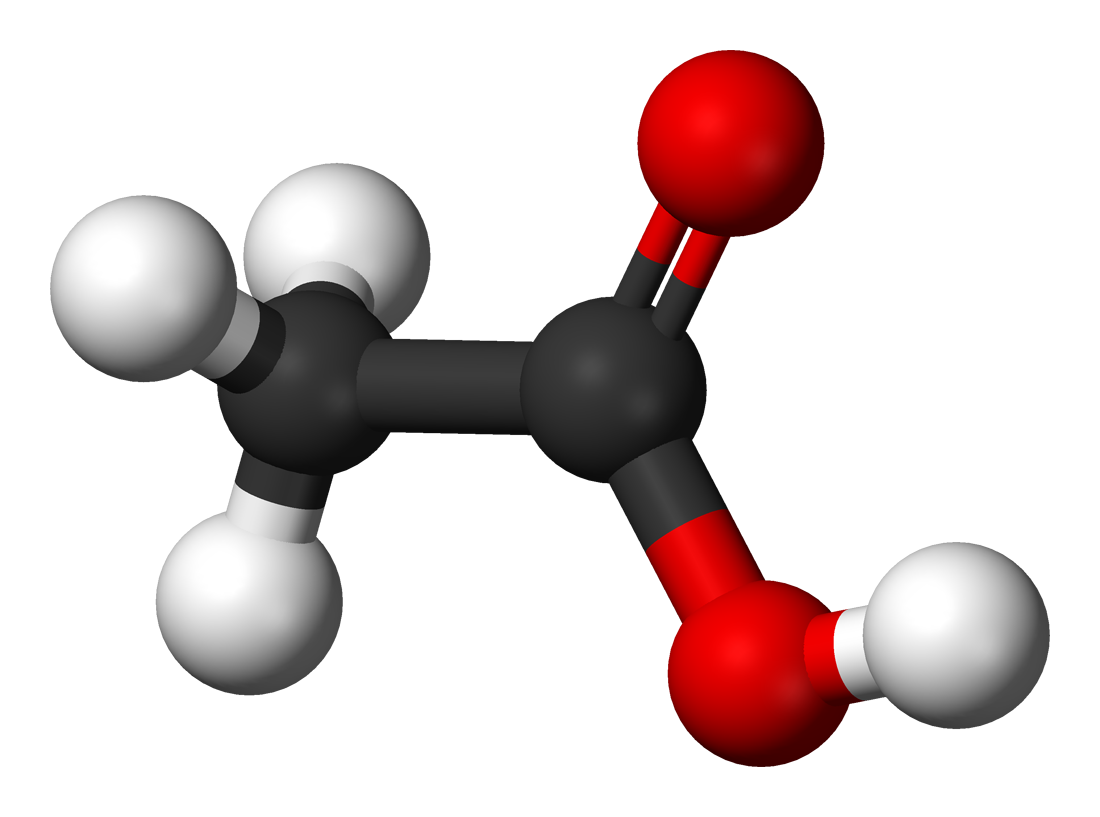
Az ecetsav, egy telített monokarbonsav szerkezete

A karbonsavak az oxigéntartalmú szerves vegyületek egyik csoportját alkotják. Molekulájukban egy vagy több karboxilcsoportot tartalmaznak. A karboxilcsoport összetett funkciós csoport, egy karbonilcsoportból és egy hidroxilcsoportból épül fel. A karbonsavak savjellegű vegyületek, proton leadására képesek. A nyílt láncú, telített monokarbonsavak (egy karboxilcsoportot tartalmazó karbonsavak) homológ sort alkotnak. A legegyszerűbb képviselőjük a hangyasav, továbbiak az ecetsav, a propionsav, és a vajsav. A telített monokarbonsavak homológ sorának tagjait zsírsavaknak is szokás nevezni.

## Csoportosításuk
A karbonsavak egyrészt a karboxilcsoporthoz kapcsolódó csoport, másrészt a karboxilcsoportok száma alapján csoportosíthatók. A karboxilcsoporthoz fűződő csoport lehet alifás, cikloalifás, aromás, heterociklusos. A karbonsavak lehetnek telítettek vagy telítetlenek. A karboxilcsoportok száma alapján léteznek mono- (egy karboxilcsoportot tartalmazók), di- (két karboxilcsoportot tartalmaznak), trikarbonsavak (három karboxilcsoport található bennük). Az ecetsav például alifás telített monokarbonsav, a fumársav alifás telítetlen dikarbonsav, a benzoesav aromás monokarbonsav.

## Fizikai tulajdonságaik

A karbonsavakból hidrogénkötések segítségével dimerek jönnek létre

A karbonsavak forráspontja magas, sokkal magasabb, mint a hozzájuk hasonló molekulatömegű alkánoké. Ez a karbonsavak molekuláinak asszociációjával magyarázható. A karbonsavak karboxilcsopotja hidroxilcsoportot is tartalmaz, ezért hidrogénkötéseket tudnak kialakítani. A karbonsavak dimereket alkotnak, két karbonsavmolekula hidrogénkötésekkel összekapcsolódik egy nyolctagú gyűrűt alkotva. Az ecetsavmolekulák asszociációja olyan erős, hogy az ecetsav gőzeiben is dimerek találhatók.
A karbonsavak olvadáspontjai periodikusan változnak, a páros szénatomszámú zsírsavak olvadáspontja magasabb a páratlan számú szénatomot tartalmazókénál. Ez azzal magyarázható, hogy a páros szénatomszámúak más szerkezetű kristályrácsban kristályosodnak, mint a páratlanok.
A négy legkisebb szénatomszámú karbonsav (hangyasav, ecetsav, propionsav, vajsav) vízzel korlátlanul elegyedik, bennük a karboxilcsoport hidrofil, poláris jellege érvényesül inkább, mint a szénhidrogénlánc hidrofób, apoláris jellege. A szénatomszám növekedésével a szénhidrogénlánc vagy gyűrű apoláros jellege egyre erősebb lesz, a karbonsav vízoldhatósága csökken. Ha a molekulában nincs más poláris jellegű csoport, a nyolc-kilenc szénatomos karbonsavak vízben alig, szerves oldószerekben (alkoholban, éterben) jól oldódnak.

## Kémiai tulajdonságaik, karbonsavszármazékok
A karbonsavak reakcióképes vegyületek. Reakciókészségük egyrészt a bennük található karboxilcsoport reakciókészségével, másrészt azzal magyarázható, hogy a karboxilcsoport elektronvonzó hatása miatt lazítja a vele szomszédos szénatomhoz kapcsolódó hidrogénatomot vagy hidrogénatomokat.

### Savi jelleg
A karbonsavak savjellegű vegyületek, vizes oldatban protonra és savmaradékionra disszociálnak. Az erős szervetlen savaknál (sósav, kénsav) azonban sokkal gyengébb savak. Bázisokkal sókat képeznek. Sóik vizes oldatban hidrolizálnak, mert a karbonsavak gyenge savak. A karbonsavak erős bázisokkal alkotott sóinak vizes oldata ezért lúgos kémhatású.
{\displaystyle \mathrm {R{-}COOH\rightleftharpoons R{-}COO^{-}+H^{+}} }
{\displaystyle \mathrm {R{-}COOH+NaOH\rightleftharpoons R{-}COONa+H_{2}O} }
A karbonsavak disszociációjának mértéke függ attól, hogy milyen csoport kapcsolódik a karboxilcsoporthoz. Ha a karboxilcsoporthoz elektronszívó hatású csoport kapcsolódik, a karbonsav erőssége nő, ha a csoport elektronküldő, elektrontaszító hatású, a sav erőssége csökken. Az ecetsav például azért gyengébb sav, mint a hangyasav, mert benne a karboxilcsoporthoz a hidrogénatom helyett az elektronküldő hatású metilcsoport kapcsolódik. Viszont az ecetsavban a metilcsoporton lévő hidrogénatomok klórral való helyettesítése a klóratomok elektronszívó hatása miatt növeli a savi erősséget.

### Észterek keletkezése
Karbonsavak és alkoholok reakciójában észterek képződnek. Ez a folyamat a közvetlen észteresítés. Az észterek képződése megfordítható folyamat, az észterek víz hatására könnyen hidrolizálnak. Az észteresítés állás vagy melegítés hatására megy végbe.
{\displaystyle \mathrm {R{-}COOH+HO{-}Q\rightleftharpoons R-COOQ+H_{2}O} }
Alkoholokból (és fenolokból) nemcsak közvetlen észteresítéssel képződnek észterek, előállíthatók különböző acilezőszerekkel (savkloridokkal, savanhidridekkel) is. Például alkoholok savkloridokkal észterek képződése közben acilezhetők:
{\displaystyle \mathrm {R{-}COCl+HOQ\rightarrow R{-}COOQ+HCl} }
Acilezőszernek savanhidridek is használhatók, ecetsav-anhidrid segítségével például ecetsavészterek állíthatók elő.

### Karbonsav-halogenidek
A karbonsav-halogenidek a karbonsavakból nyerhetők a karboxilcsoporton belül található hidroxilcsoport halogénnel való helyettesítésével. A legjelentősebbek a savkloridok, ezek karbonsavakból foszfor-pentakloriddal (PCl5) vagy tionil-kloriddal (SOCl2) állíthatók elő.
{\displaystyle \mathrm {R{-}COOH+PCl_{5}\rightarrow R{-}COCl+POCl_{3}+HCl} }
{\displaystyle \mathrm {R{-}COOH+SOCl_{2}\rightarrow R{-}COCl+SO_{2}+HCl} }
A savhalogenidek acilezőszerek, az alkoholok és az aminok acilezésére, tehát észterek és amidok előállítására használhatók. Víz hatására könnyen karbonsavvá hidrolizálnak:
{\displaystyle \mathrm {R{-}COCl+H_{2}O\rightarrow R{-}COOH+HCl} }

### Karbonsavanhidridek
A karbonsavanhidridek a karbonsavakból keletkeznek vízelvonással. A vízelvonás vízelvonószerek (például ecetsav-anhidrid) vagy 400 °C-on katalizátorok hatására játszódik le.
{\displaystyle \mathrm {2\ R{-}COOH\rightarrow R{-}CO{-}O{-}CO{-}R+H_{2}O} }
Dikarbonsavakból intramolekuláris vízelvonással gyűrűs savanhidrid állítható elő. Gyűrűs savanhidrid például a ftálsavból előállítható ftálsav-anhidrid vagy a borostyánkősavból keletkező szukcinanhidrid. Léteznek vegyes anhidridek is, ezek két különböző karbonsav közös anhidridjeinek tekinthetők.
A savanhidridek a savkloridokhoz hasonlóan reakcióképes karbonsavszármazékok. Főként acilezésre használják őket, elsősorban észterek és amidok előállítására.

### Karbonsavamidok
A karbonsavamidokban a karboxilcsoportban található -OH-csoport NH2-csoportra, vagy annak helyettesített változataira van kicserélve. A karbonsavamidok ammóniából vagy aminokból állíthatók elő acilezőszerekkel.
{\displaystyle \mathrm {R{-}COCl+NH_{3}\rightarrow R{-}CO{-}NH_{2}+HCl} }
Savamidok keletkeznek nitrilekből víz hatására is.
{\displaystyle \mathrm {R{-}C{\equiv }N+H_{2}O\rightarrow R{-}CO{-}NH_{2}} }

### Redukció, dekarboxilezés
A karboxilcsoport nehezen redukálható csoport, a karbonsavakból csak erélyes redukció hatására keletkeznek aldehidek vagy primer alkoholok.
A karbonsavak dekarboxilezése a karboxilcsoport szén-dioxid alakjában történő eltávolítását jelenti. A zsírsavak dekarboxilezésekor alkánok keletkeznek. A dekarboxilezés a karbonsav nátriumsójának nátrium-hidroxiddal való hevítésekor játszódik le.
{\displaystyle \mathrm {R{-}COONa+NaOH\rightarrow R{-}H+Na_{2}CO_{3}} }
Az élő szervezetben a dekarboxilezési folyamatok enzimek hatására mennek végbe (dekarboxiláz enzimek).

## Előfordulásuk, jelentőségük
Karbonsavak a növény- és állatvilágban is előfordulnak. A hosszabb szénláncú alifás karbonsavak (például palmitinsav, sztearinsav, olajsav) a zsírokban és az olajokban fordulnak elő kötötten, észter alakjában. A kisebb szénatomszámúak szabadon vagy sók alakjában találhatók meg. Nagy biológiai jelentősége van a karbonsavak aminoszármazékainak, az aminosavaknak. Az aminosavak a fehérjék építőkövei. Más karbonsavak (például citromsav, tejsav) az anyagcsere-folyamatokban játszanak szerepet.

## Előállításuk
A karbonsavak vagy bizonyos vegyületek oxidációjával, vagy karbonsavszármazékokból állíthatók elő. Karbonsavak nyerhetők alacsonyabb oxidációs fokú vegyületek (például szénhidrogének, alkoholok, oxovegyületek) oxidációjával.
Alkánok és alkének erélyes oxidációjakor karbonsavak keletkeznek. Ez a folyamat láncszakadással jár. Benzol oxidációjakor maleinsav-anhidrid keletkezik, amely víz hatására maleinsavvá hidrolizál. A toluol oxidációjával benzoesav állítható elő. Naftalin oxidációjakor ftálsav keletkezik.
Aldehidek és aldehideken keresztül primer alkoholok is karbonsavakká oxidálhatók. A szekunder alkoholok ketonokká oxidálhatók, majd a ketonok oxidációjakor lánchasadás miatt kisebb szénatomszámú karbonsavak keletkeznek.
A karbonsavszármazékok közül az észterek hidrolízisekor karbonsavak és alkoholok keletkeznek. A hidrolízist savval vagy lúggal végzik. A savas hidrolízis folyamata megfordítható. A lúgos hidrolízis során a karbonsavak sói keletkeznek. A karbonsavészterek lúgos hidrolízisét elszappanosításnak is szokás nevezni (általában a trigliceridek hidrolízisére alkalmazzák az elszappanosítás kifejezést, mert ekkor keletkeznek szappanok). A természetben nagy mennyiségben előforduló észterekből, a zsírokból és az olajokból (trigliceridekből) is karbonsavak nyerhetők hidrolízissel, ilyenkor a karbonsav mellett glicerin keletkezik, mint alkohol (pontosabban ilyenkor savas hidrolízis esetén karbonsavak, lúgos hidrolízis esetén a karbonsavak sói keletkeznek, amelyekből erős savval felszabadíthatók a karbonsavak, a karbonsavak nátriumsói a hagyományos szilárd szappanok).
A karbonsavszármazékok közül a savkloridok és a savanhidridek víz hatására könnyen karbonsavakká hidrolizálnak. Nitrilekből savamidokon át is előállíthatók karbonsavak.
{\displaystyle \mathrm {R{-}C{\equiv }N+H_{2}O\rightarrow R{-}CO{-}NH_{2}} }
{\displaystyle \mathrm {R{-}CO{-}NH_{2}+H_{2}O\rightarrow R{-}COOH+NH_{3}} }